# Камено доба у јужној Азији
Камено доба у јужној Азији обухвата палеолитски и мезолитски период у јужној Азији.

## Палеолит

### Хомо еректус
Хомо еректус је живео у Јужној Азији за време плеистоценске епохе. Двостране секире и традиције ножева су вероватно настале у средњем плеистоцену (Кенеди 2000: 136). Почетак коришћења ацеулијанских и алата за коамдање типичних за доњи палеолит се обично датирају у средину плеистоцена (Кенедy 2000: 160).

### Хомо сапиенс
Пећинска налазишта у Шри Ланки су показала најраније трагове модерног хомо сапиенса у Јужној Азији. Они датирају око 34 кја. (Кенедy 2000: 180). мтДНА анализа датира долазак Хомо сапиенса у Јужну Азију између 70 и 60 кја (в. људска миграција).
За налазишта из Белана у јужном Утар Прадешу радиокарбонско датирање је показало старост од 18-17 кја. Из тог доба су добро познате палеолитичке пећинске слике.
У Бимбетки су људи живели од касног плеистоцена до средине холоцена. Долина Нармада валеј, Сиваликс и регија Потвар такође садрже многе фосиле кичмењака као и палеолитска оруђа. 
Шкриљац, јаспис и кварцит су људи често користили у овом периоду. Оруђа горњег палеолита су такође пронађена у Бимбетки.

## Мезолит
Мезолит се у Јужној Азији чини много разноврснијим и иновативнијим него у другим деловима света (нпр. Европи). 
Налазиште Бимбетка је такође показало многе примере пећинских слика које датирају из мезолитског периода.

## Неолит
Око 7.000. п. н. е. прва позната неолитска насеља се појављују на потконтитенту у Мергару и другим локалитетима у западном Пакистану.

## Извор
- Kenneth A.R. Kennedy. 2000, God-Apes and Fossil Men: Palaeoanthropology of South Asia Ann Arbor: University of Michigan Press.